# Зона Q
Зона Q — американсько-бразильський науково-фантастичний фільм 2011 року режисера Герсона Сангінітто. Зйомки відбувалися в Лос-Анджелесі та кількох локаціях бразильського штату Сеара.

## Про фільм
Томас Метьюз — журналіст-розслідувач. Його світ світ перевернувся з ніг на голову після зникнення сина. Том вирушає до Бразилії розслідувати випадки конактів з імовірними прибульцями.

## Знімались
| Актор              | Роль                   |
| ------------------ | ---------------------- |
| Ісайя Вашингтон    | Томас Метью            |
| Ронні Джин Блевінс | Чоловік з відеокамерою |
| Таня Халілл        | Валькірія              |
| Муріло Роса        | Жоао Батіста           |